# Bahnhof Mainz-Kastel
Der Bahnhof Mainz-Kastel ist ein Bahnhof in der hessischen Landeshauptstadt Wiesbaden. Er liegt an der Taunus-Eisenbahn. Planmäßig halten hier S-Bahnen der Linie S1 und S9 der S-Bahn Rhein-Main, sowie Regionalbahnen der Linie RE9 und RB10.

## Geschichte

Rhein und Eisenbahn um den Bahnhof (1841)

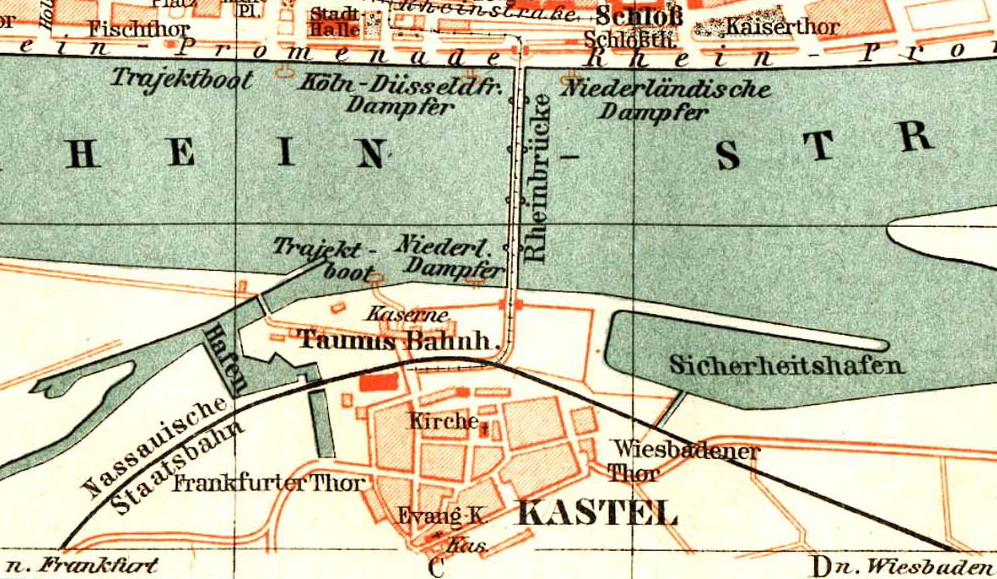
Landkarte von 1893

Der Bahnhof von Kastel kam im Bereich der Bundesfestung Mainz zu liegen, was eine Reihe baulicher Auflagen nach sich zog. So mussten alle Gebäude, die innerhalb der Verteidigungsanlagen errichtet wurden, aus Stein gebaut sein, alle, die davor lagen, dagegen aus Holz, damit sie innerhalb von 24 Stunden niedergerissen werden konnten, um ein freies Schussfeld zu erhalten. Am 19. Oktober 1838 wurde die Führung der Bahnstrecke durch das Festungsgelände nachträglich genehmigt, nachdem sie baulich bereits am 30. August 1838 fertig gestellt war. Der Bahnhof ging am 13. April 1840 in Betrieb, als die von Frankfurt her vorangetriebene Strecke bis hierhin fertiggestellt war.
Neben dem Empfangsgebäude für den Personenverkehr gab es noch drei Wagenschuppen, einen Lokomotivschuppen, ein Wasserreservoir und Kräne. Die Anlage war zwischen Festungswerken platziert, wozu auch die Reduit gehörte. Die Werkstätte lag außerhalb des Bahnhofsbereichs.
Anfangs trug der Bahnhof die Bezeichnung Kastel am Rhein. Mit der am anderen Rheinufer gelegenen Stadt Mainz bestand zunächst nur eine Straßenverbindung über die Schiffsbrücke nach Mainz.
Bereits 1843 wurden die Bahnhofsanlagen erweitert. Um den Bahnhof und die Mainzer Straße entwickelten sich Luxushotels und ein reges Geschäftsleben.
1861 wurden Gleise bis direkt an das Rheinufer geführt und das Trajekt Mainz–Kastel eingerichtet, das aber – nach Inbetriebnahme der Mainzer Südbrücke – bereits 1863 wieder eingestellt wurde. Die Schiffe verkehrten weiter als Personenfähren. Ende der 1860er Jahre wurden die Bahnanlagen erneut vergrößert.
Vor dem Ersten Weltkrieg kam dem Bahnhof in Kastel die Funktion eines zweiten Mainzer Hauptbahnhofes zu, wurden doch viele Züge über Kastel statt über den Hauptbahnhof geführt. So gab es etwa im Winter 1910/11 direkte Verbindungen nach Berlin, München, Dresden, Wien, Amsterdam, Antwerpen, Hoek van Holland und Verona.
In den 1950ern gab es neben den Regionalzügen noch zahlreiche Fernverkehrsverbindungen, die bis 1970 zusammenschrumpften, als noch Celle, Bremerhaven oder Mönchengladbach angefahren wurden.
Früher verkehrten zudem regelmäßig Züge des Nahverkehrs (heutige Bezeichnung Regionalverkehr) von Wiesbaden über Kastel nach Darmstadt. Im Zuge der Einführung des integralen Taktfahrplanes nach der Gründung des Rhein-Main-Verkehrsverbundes wurden diese Fahrten einheitlich über Mainz Hbf geführt. Dennoch gab es wiederholt Erinnerungen an diese Zeiten, als aufgrund von Bauarbeiten (2008 und 2009 an der Mainzer Südbrücke, 2013 Neubau eines Überwerfungsbauwerkes im Vorfeld des Mainzer Hauptbahnhofes, 2024 Generalsanierung der Riedbahn) die Verstärkungszüge in der Hauptverkehrszeit doch wieder über Kastel geführt wurden, in den Jahren 2008 und 2009 war Mainz-Kastel dadurch sogar mehrere Wochen ICE-Bahnhof (Relation Stuttgart–Köln).

## Empfangsgebäude

### Erstes Empfangsgebäude

Erste Fahrt durch den Kasteler Bahnhof am 19. Mai 1840. Das erste Empfangsgebäude am Bildrand rechts.

Das erste Empfangsgebäude stand auf der zum Rhein gewandten Seite der Gleise und war eines der Gebäude, die aus Rücksicht auf militärische Belange nur in Holz errichtet werden durften. Architekt war Ignaz Opfermann. Es war ein flach gedeckter Pavillon mit einer von Pfeilern getragenen Halle als Vorbau. Im Mittelteil befanden sich die Schalter, in den Eckpavillons je ein Wartesaal für Reisende mit Fahrkarten der ersten und zweiten Wagenklasse einerseits und der dritten Klasse andererseits. Das Empfangsgebäude hatte eine ungewöhnliche Position: Die straßenseitige Hauptfront stand parallel zu der Straße, die zur Schiffsbrücke führte und die Gleise der Bahn einem rechten Winkel querte. Das Empfangsgebäude war also gegenüber den Gleisen um 90 Grad gedreht. Die Gleise wurden von einer hölzernen Bahnsteighalle überspannt, die auf vier Pfeilerreihen ruhte, die neben und parallel zu den drei durch sie verlaufenden Gleisen standen. Den Dachfirst zierte ein Glockenturm. Erst 1843 wurden Empfangsgebäude und Bahnsteighalle durch einen überdachten Gang miteinander verbunden.
Bei einem Hochwasser 1845 und während der Revolution 1848 wurden Bahnanlagen und auch das Empfangsgebäude beschädigt.

### Zweites Empfangsgebäude
Um 1854 entstand ein neues, zweites Empfangsgebäude an gleicher Stelle wie das erste. Unsicher ist, ob auch hier Ignaz Opfermann der Architekt war. Auch dieses Gebäude war einstöckig. Es war erneut ein Holzbau. In den Mittelteil führte offene Vorhalle, darüber ragte ein Uhrturm. Die Außenwände wurden mit Pfeilerstellungen und einer ausgeprägten Gebälkzone gestaltet.

### Drittes Empfangsgebäude
Zwischen 1889 und 1891 entstand ein neues Empfangsgebäude, nun auf der dem Rhein abgewandten Seite der Gleise und parallel zu ihnen. Es war eine asymmetrische, zweistöckige Zweiflügelanlage mit einer großen Empfangshalle im Mittelteil, deren Walmdach die traufständigen Dächer der Flügelbauten überragte. Der südliche Flügel schloss mit einem Pavillon ab, der ebenfalls ein Walmdach trug. Das Gebäude war in einem etwas eigenwilligen Rundbogenstil gehalten, der an Bahnhofsgebäude in Russland erinnert. Dieses Empfangsgebäude wurde im Zweiten Weltkrieg am 8. September 1944 bei einem Luftangriff vollständig zerstört. Aus dieser Bauphase des Bahnhofs ist lediglich noch eine Güterhalle erhalten.

### Viertes Empfangsgebäude
Nach dem Zweiten Weltkrieg übernahmen zunächst hölzerne Baracken die Funktion des zerstörten Empfangsgebäudes. Dann errichtete die Deutsche Bundesbahn ein neues Empfangsgebäude auf der Stelle, die der Vorgängerbau eingenommen hatte, in den für die 1950er Jahre typischen Formen, das inzwischen aber für den Reiseverkehr auch aufgegeben wurde: 2002 wurden der Warteraum und die Gaststätte geschlossen. Aktuell sind in der ehemaligen Schalterhalle – die Scheiben wurden dafür abgedunkelt – ein Fotostudio untergebracht, während der ehemalige Gaststättenbereich ein Döner-Restaurant und einen Kiosk beheimatet.

## Bahnbetriebswerk
In Mainz-Kastel gab es auch ein Bahnbetriebswerk (BW) der Deutschen Reichsbahn zum Unterhalt von Dampflokomotiven mit Rundschuppen und Drehscheibe. Es lag zwischen der Rampenstraße und der Bahnstrecke. Zudem stand hier das Elektrowerk Mainz-Kastel (Mz K) der Reichsbahndirektion Mainz, das dem Maschinenamt Wiesbaden zugeordnet war. Hier wurden im Zuge der Boykottmaßnahmen wegen der Rheinlandbesetzung am 23. Oktober 1923 in der Elektro-Werkstatt Anlagen beschädigt.
Zum 15. Mai 1926 wurde das BW aufgelöst, dessen Einrichtungen lassen sich nur noch erahnen, das Gelände liegt heute weitgehend brach. Zwei Gebäude haben allerdings bis heute die Zeiten überstanden. Das markantere von beiden ist ein Wohnhaus mit großflächiger Werbung für eine Mainzer Zeitung an einer Brandwand direkt am Brückenkopf, das andere der ehemalige Verwaltungsbau, in dessen oberstem Stockwerk sich der Wasserbehälter zur Versorgung der Dampflokomotiven befand.

## Gegenwart

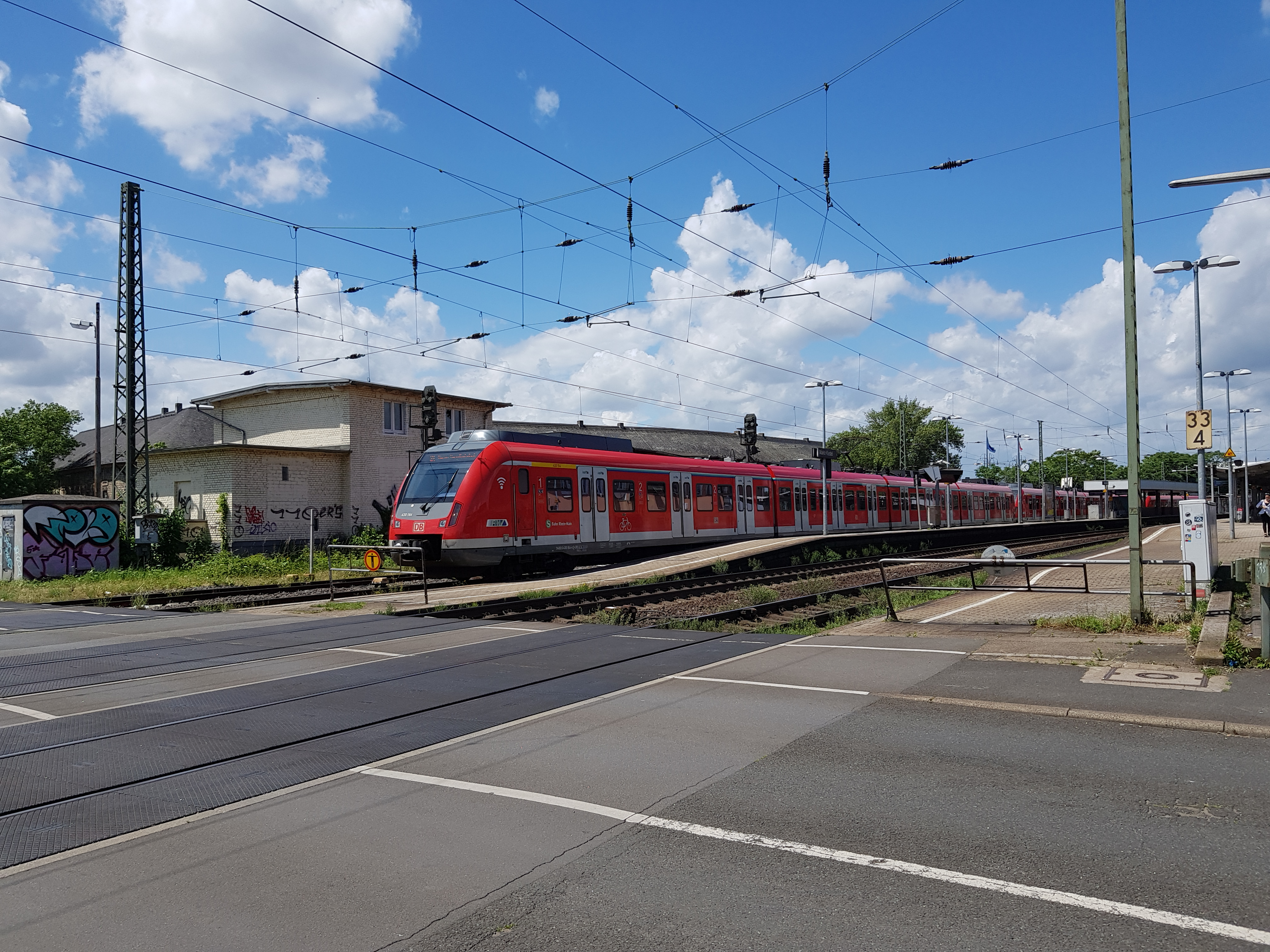
S-Bahn der Baureihe 430 bei der Ausfahrt aus dem Bahnhof Mainz-Kastel (Bahnübergang Rheinufer) in Richtung Frankfurt am Main.

Heute ist der Bahnhof Mainz-Kastel nach dem Wiesbadener Hauptbahnhof der Halt in Wiesbaden, der die höchsten Fahrgastzahlen aufweist. Im Sommer 2009 wurde der Bahnhof für knapp zwei Monate wieder Fernbahnhof, weil aufgrund von Bauarbeiten ein regulärer Halt für ein Zugpaar der ICE-Verbindung Stuttgart–Heidelberg–Mannheim–Wiesbaden–Köln eingerichtet wurde. Im August 2013 wurde der Kasteler Bahnhof zum Ersatzhalt für den Mainzer Hauptbahnhof, da dieser wegen Personalmangels im Stellwerk geschlossen wurde. Kritisiert wird am Bahnhof Mainz-Kastel die fehlende Barrierefreiheit.

## Verkehr
Mainz-Kastel liegt im Tarifgebiet des Rhein-Main-Verkehrsverbundes (RMV).
Aufgrund der besonders stark belasteten Bahnstrecken, die durch den Bahnhof Mainz-Kastel führen, wurde um den Bahnhof Mainz-Kastel ein Halbregelabstand eingeführt.

### Regionalverkehr
Der Bahnhof wird stündlich, im Berufsverkehr häufiger, durch zwei Angebote der RheingauLinie bedient, die Linie RB10 von Frankfurt am Main über Wiesbaden Hbf und Rüdesheim nach Koblenz und Neuwied. Zum Fahrplanwechsel 2018/2019 wurde eine neue Expressverbindung mit der Linie RE9 eingeführt, welche den Wiesbadener Hauptbahnhof auslässt und die direkte Strecke zwischen Kastel und Biebrich befährt und in Eltville beginnt bzw. endet. Diese Linie wurde zum Fahrplanjahr 2023 in RE 19 umbenannt und verlängert.
| Linie | Verlauf | Takt                                                                   |
| ----- | --- | ---------------------------------------------------------------------- |
| RE 9  | RheingauExpress: Eltville – Niederwalluf – Wiesbaden-Schierstein – Wiesbaden-Biebrich – Mainz-Kastel – Frankfurt-Höchst – Frankfurt (Main) Hbf Stand: Fahrplanwechsel Dezember 2023 | 60 min (nur zur HVZ)                                                   |
| RB 10 | RheingauLinie: Frankfurt (Main) Hbf – Frankfurt-Höchst – Mainz-Kastel – Wiesbaden Hbf – Wiesbaden-Biebrich – Wiesbaden-Schierstein – Niederwalluf – Eltville – Erbach (Rheingau) – Hattenheim – Oestrich-Winkel – Geisenheim – Rüdesheim (Rhein) – Assmannshausen – Lorch (Rhein) – Lorchhausen – Kaub – St. Goarshausen – Kestert – Kamp-Bornhofen – Filsen – Osterspai – Braubach – Oberlahnstein – Niederlahnstein – Koblenz Hbf – Koblenz Stadtmitte – Neuwied Stand: Fahrplanwechsel Dezember 2023 | 60 min 30 min (Frankf.–Assmannshausen) 30 min (Frankf.–KO Hbf zur HVZ) |

### S-Bahn

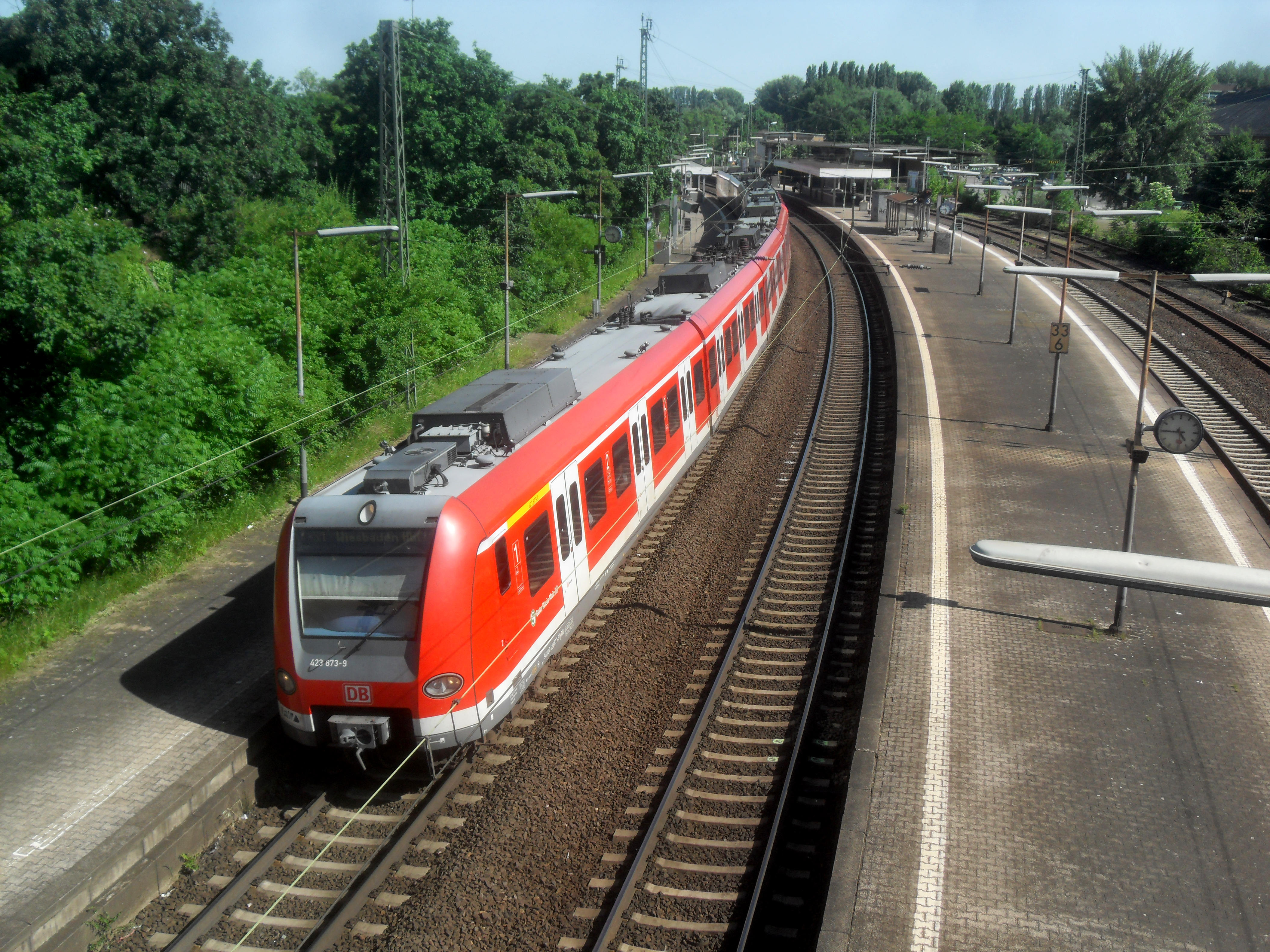
Triebwagen der Baureihe 423 als Linie S1 der S-Bahn Rhein-Main im Mainz-Kasteler Bahnhof auf dem Weg nach Wiesbaden Hauptbahnhof

Am Bahnhof Mainz-Kastel halten die Linien S1 und S9 der S-Bahn, welche für Verbindungen mit Wiesbaden, Rüsselsheim, Frankfurt am Main, dem Frankfurter Flughafen, Offenbach am Main, Hanau und Rodgau sorgen.
| Linie | Verlauf | Takt   |
| ----- | --- | ------ |
| S1    | Wiesbaden Hbf – Wiesbaden Ost – Mainz-Kastel – Hochheim (Main) – Flörsheim (Main) – Eddersheim – Hattersheim (Main) – Frankfurt-Sindlingen – Frankfurt-Höchst Farbwerke – Frankfurt-Höchst – Frankfurt-Nied – Frankfurt-Griesheim – Frankfurt (Main) Hbf tief – Frankfurt (Main) Taunusanlage – Frankfurt (Main) Hauptwache – Frankfurt (Main) Konstablerwache – Frankfurt (Main) Ostendstraße – Frankfurt (Main) Mühlberg – Offenbach-Kaiserlei – Offenbach Ledermuseum – Offenbach Marktplatz – Offenbach (Main) Ost – Offenbach-Bieber – Offenbach-Waldhof – Obertshausen – Rodgau-Weiskirchen – Rodgau-Hainhausen – Rodgau-Jügesheim – Rodgau-Dudenhofen – Rodgau-Nieder-Roden – Rodgau-Rollwald – Rödermark-Ober Roden | 30 min |
| S9    | Wiesbaden Hbf – Wiesbaden Ost – Mainz-Kastel – Mainz-Bischofsheim – Rüsselsheim Opelwerk – Rüsselsheim – Raunheim – Kelsterbach – Frankfurt am Main Flughafen Regionalbahnhof – Frankfurt (Main) Gateway Gardens – Frankfurt am Main Stadion – Frankfurt-Niederrad – Frankfurt (Main) Hbf tief – Frankfurt (Main) Taunusanlage – Frankfurt (Main) Hauptwache – Frankfurt (Main) Konstablerwache – Frankfurt (Main) Ostendstraße – Frankfurt (Main) Mühlberg – Offenbach-Kaiserlei – Offenbach Ledermuseum – Offenbach Marktplatz – Offenbach (Main) Ost – Mühlheim (Main) – Mühlheim (Main) Dietesheim – Steinheim (Main) – Hanau Hbf                                                                                       | 30 min |

### Bus
Unmittelbar vor dem Abgang vom Bahnsteig befindet sich heute die Bushaltestelle „Kastel Bahnhof“, die von Bussen der Mainzer Mobilität und der ESWE Verkehrsgesellschaft angefahren wird. Auf dem in der Nähe befindlichen Brückenkopf der Theodor-Heuss-Brücke gibt es zudem noch eine Bushaltestelle, an der weitere Busse halten; die recht kurze Entfernung wird von vielen Umsteigern vom bzw. zum Bahnhof zu Fuß zurückgelegt.